# مكتب التنسيق تكنولوجيا الكم الوطني
يقع مكتب التنسيق الكمي الوطني (بالإنجليزية: National Quantum Coordination Office)‏ ( NQCO ) في مكتب البيت الأبيض لسياسة العلوم والتكنولوجيا (OSTP). يتم تشريع ذلك بموجب قانون المبادرة الكمومية الوطنية لتنفيذ الأنشطة اليومية اللازمة لتنسيق ودعم المبادرة الكمومية الوطنية.

## انظر ايضا
- قانون المبادرة الكمومية الوطنية

## المنشورات
- مبادرة الكم الوطنية الملحقة بميزانية الرئيس للسنة المالية 2021 ، 14/01/2021
- مكتبة منشورات NQCO

## روابط خارجية
- About NQCO, official website
- Office of Science and Technology Policy in the Federal Register